# Galeazzo Gualdo Priorato

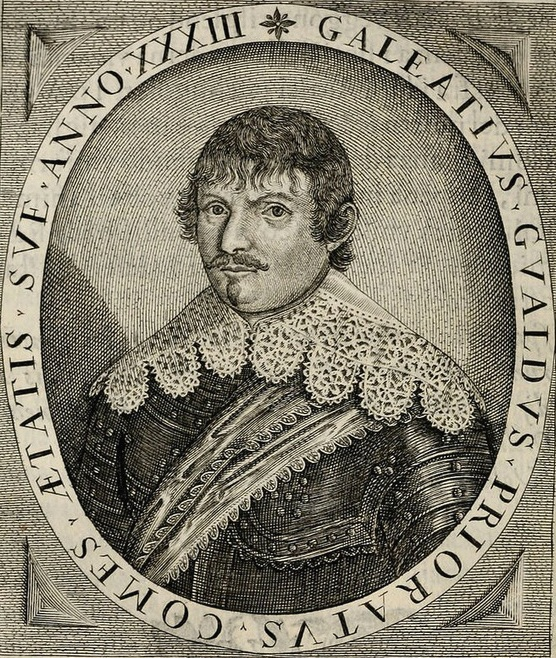
Galeazzo Gualdo Priorato im Alter von 33 Jahren

Galeazzo Gualdo Priorato: Il guerriero prudente, Venezia 1640

Galeazzo Gualdo Priorato (* 23. Juli 1606 in Vicenza; † 1678 ebenda; eigentlich Galeazzo Conte Gualdo Priorato) war ein italienischer Söldner, Historiker, Geograph und Diplomat. Er entstammte einem alten italienischen Grafengeschlecht. Nach einer langen militärischen Laufbahn verfasste er zahlreiche Geschichtswerke über europäische Herrscher und Städte. Er schrieb unter anderem die Geschichte der Kaiser Ferdinand III. und Leopold I. sowie die erste Biographie Wallensteins.

## Leben als Söldner
Priorato schlug zunächst eine militärische Laufbahn ein. Bereits mit 15 Jahren trat er in den Dienst Friedrich Heinrichs von Oranien und wechselte während des Achtzigjährigen und Dreißigjährigen Krieges mehrfach seinen Dienstherrn. Er kämpfte dadurch sowohl auf protestantischer als auch auf katholischer Seite. 1625 reiste er im Dienste des Grafen Peter Ernst II. von Mansfeld zur Anwerbung neuer Truppen nach England. Nach der vernichtenden Niederlage Mansfelds am 25. April 1626 in Dessau durch das Heer Wallensteins kehrte Galeazzo in die Niederlande zurück. Unterwegs entging er bei einem Schiffbruch nur knapp dem Tod. Wieder in niederländischem Dienst, nahm er zwischen 1627 und 1628 an der Belagerung von La Rochelle teil. 1637 begleitete er eine von Prinz Moritz von Nassau entsandte Expedition zur Eroberung portugiesischer Handelsniederlassungen entlang der afrikanischen Küste.
Danach hielt er sich eine Zeit lang bei seinem Vater in Italien auf, bis er diesmal in den Dienst Wallensteins trat. 1643 führte er als Oberst ein Kürassierregiment der venezianischen Truppen an. Zu Beginn der Friedensverhandlungen im Juni 1645, die schließlich zum Westfälischen Frieden führten, trat Galeazzo Gualdo Priorato in den Dienst des Herzogs Maximilian I. von Bayern. Aber bereits am 3. August 1645 wurden dessen Truppen in der Schlacht bei Alerheim vernichtend geschlagen. Galeazzo kehrte daraufhin nach Italien zurück und beendete damit seine militärische Laufbahn.

## Historiker und Diplomat
In der Folge verlegte Galeazzo Gualdo Priorato seine Tätigkeit auf historische Studien und die Diplomatie. 1652 wurde er nach Vincennes in Frankreich gerufen, um dort eine Historie über Kardinal Jules Mazarin zu verfassen. Während seines Aufenthalts in Vincennes wurde ihm die Würde eines Ritters vom Michaelsorden verliehen. 1656 hielt er sich wieder in Rom auf, wo er den Titel eines Nobilis romanus verliehen bekam. In dieser Zeit trat er als Kammerherr in Rom in den Dienst der Königin Christine von Schweden. In dieser Eigenschaft unternahm er 1659 eine erneute Reise nach Frankreich und 1664 nach Regensburg. Noch im selben Jahr wurde er kaiserlicher Rat und Historiograph im Dienste Kaiser Leopolds I. Er kehrte in seine Geburtsstadt Vicenza zurück, wo er bis zu seinem Tod blieb. Dort verfasste er seine Historie über Leopold I. Schließlich wurde ihm 1676 von der Republik Venedig die Würde eines Ritters von San Marco verliehen.

## Werke (Auswahl)
- Continuatione dell’historia di Leopoldo Cesare, Nella quale si descriva la ribellione d’Ungheria, E quanto è sucesso dal principio della Congiura sino all’Anno 1676. Thurnmeyer, Wien 1676.
- Historia della vita d’Alberto Valstein duca di Fridlanda. Lyon 1643.
- Historia delle guerre di Ferdinando Secondo e Ferdinando Terzo Imperatori, e del Rè Filippo Quarto di Spagna. Contro Gostavo Adolfo Rè di Suetia, e Luigi XIII. Rè di Francia 4 Bände, Bertani, Venedig 1640–1651.
- Historia del ministerio del cardinale Giulio Mazarino, primo ministro della corona di Francia : nella quale si raccontano i successi principali occorsi dal principio della sua direzzione sino alla sua morte. Köln 1669.
- Historia di Ferdinando terzo Imperatore. Cosmeruvius, Wien 1672.
- Historia di Leopoldo Cesare, Continente le cose piu memorabili successe in Europa dal 1656 fino al 1670. 3 Bände, Hacque, Wien 1670–1674 (books.google.de)
- Historia pacis inter Ludovicum XIV. e Philippum IV. anno Christi M.DC.LIX. Sumptibus Johannes Grossius, Leipzig 1667.
- Maneggio della Cavalleria. Venedig 1650.
- Relatione del governo, e Stato delle citta imperiali di Norimberg, Augusta, Ulm, e Francfort. Köln 1668.
- Relatione delle città imperiali & ansiatiche di Colonia, Lubecca, Bremen & Hamburg. Leiden 1668.
- Relatione delle città di Bologna, Fiorenza, Genova, e Lucca, con notitia di tutte le cose piu degne, e curiose delle medesime. Monti, Bologna 1675.
- Teatro del Belgio ò sia descrittione delle diecisette provincie del medesimo; Con le Piante delle Cittá, e Fortezze Principali, da chi al presente posesse, come, in qual modo, e in qual tempo acquistate. Thurnmayer, Wien 1673.

Einige seiner Werke wurden noch zu Prioratos Lebzeiten in die französische und lateinische Sprache übersetzt.